# Gobierno estatal de Baja Sajonia
El Gobierno estatal de Baja Sajonia (en alemán: Landesregierung von Niedersachsen) es el órgano ejecutivo del estado federado alemán de Baja Sajonia. Está compuesto por el Ministro‑Presidente (Ministerpräsident) y un gabinete de ministros que lideran los diferentes ministerios. El gobierno estatal ejerce el poder ejecutivo en el ámbito regional, siendo responsable de la aplicación de leyes, la administración pública y la representación del estado en el Bundesrat, la cámara alta del parlamento federal alemán.

## Estructura
El Gobierno estatal está presidido por el Ministro‑Presidente, elegido por mayoría absoluta en el Landtag de Baja Sajonia, el parlamento regional. Junto a él, el gabinete está formado por un número variable de ministros, encargados de las distintas carteras.
La Constitución de Baja Sajonia (1946) regula las competencias y composición del Ejecutivo. Según su Artículo 25, el gobierno tiene la obligación de informar al parlamento sobre decisiones relevantes, proyectos de ley, planificación territorial, participación en el Bundesrat y cuestiones europeas.
El gobierno establece las directrices políticas generales, prepara la legislación regional y gestiona la administración estatal. También nombra altos funcionarios y representa a Baja Sajonia en foros interestatales y en el ámbito de la Unión Europea.

## Relación con el Landtag
El Landtag (parlamento) de Baja Sajonia es responsable de controlar al gobierno estatal, aprobar leyes y el presupuesto, y elegir al Ministro‑Presidente. La relación entre el gobierno y el parlamento está marcada por mecanismos de control parlamentario, comisiones de investigación y solicitudes de información.

## Composición actual
Tras las elecciones estatales del 9 de octubre de 2022, el Partido Socialdemócrata de Alemania (SPD) formó una coalición con Los Verdes. Esta coalición cuenta con una mayoría absoluta en el Landtag (81 de 146 escaños). El 8 de noviembre de 2022, Stephan Weil (SPD) fue reelegido como Ministro‑Presidente por tercera vez.
El 1 de abril de 2025, Weil anunció su dimisión. Fue sucedido el 20 de mayo de 2025 por Olaf Lies (SPD), quien fue elegido Ministro‑Presidente por el Landtag y formó el nuevo Gabinete Lies.

## Listado de Ministros-presidentes desde 1947
| Legislatura       | Gobierno       | N.º  | Fotografía              | Ministro-Presidente del Gobierno estatal de Baja Sajonia | Inicio del mandato      | Fin del mandato         | Duración del mandato       |
| ----------------- | -------------- | ---- | ----------------------- | -------------------------------------------------------- | ----------------------- | ----------------------- | -------------------------- |
| I (1947-1951)     | Kopf II        | 1.°  |                         | Hinrich Wilhelm Kopf                                     | 11 de junio de 1947     | 11 de marzo de 1948     | 7 años, 11 meses y 15 días |
| I (1947-1951)     | Kopf III       | 1.°  | 11 de marzo de 1948     | Hinrich Wilhelm Kopf                                     | 12 de junio de 1951     |                         | 7 años, 11 meses y 15 días |
| II (1951-1955)    | Kopf IV        | 1.°  | 12 de junio de 1951     | Hinrich Wilhelm Kopf                                     | 26 de mayo de 1955      |                         | 7 años, 11 meses y 15 días |
| III (1955-1959)   | Hellwege I     | 2.°  |                         | Heinrich Hellwege                                        | 26 de mayo de 1955      | 19 de noviembre de 1957 | 3 años, 11 meses y 10 días |
| III (1955-1959)   | Hellwege II    | 2.°  | 19 de noviembre de 1957 | Heinrich Hellwege                                        | 5 de mayo de 1959       |                         | 3 años, 11 meses y 10 días |
| IV (1959-1963)    | Kopf V         | 1.°  |                         | Hinrich Wilhelm Kopf                                     | 5 de mayo de 1959       | 21 de diciembre de 1961 | 2 años, 7 meses y 16 días  |
| IV (1959-1963)    | Diederichs I   | 3.°  |                         | Georg Diederichs                                         | 21 de diciembre de 1961 | 12 de junio de 1963     | 8 años, 6 meses y 18 días  |
| V (1963-1967)     | Diederichs II  | 3.°  | 12 de junio de 1963     | Georg Diederichs                                         | 13 de mayo de 1965      |                         | 8 años, 6 meses y 18 días  |
| V (1963-1967)     | Diederichs III | 3.°  | 13 de mayo de 1965      | Georg Diederichs                                         | 5 de julio de 1967      |                         | 8 años, 6 meses y 18 días  |
| VI (1967-1970)    | Diederichs IV  | 3.°  | 5 de julio de 1967      | Georg Diederichs                                         | 8 de julio de 1970      |                         | 8 años, 6 meses y 18 días  |
| VII (1970-1974)   | Kubel I        | 4.°  |                         | Alfred Kubel                                             | 8 de julio de 1970      | 10 de julio de 1974     | 5 años, 6 meses y 7 días   |
| VIII (1974-1978)  | Kubel II       | 4.°  | 10 de julio de 1974     | Alfred Kubel                                             | 15 de enero de 1976     |                         | 5 años, 6 meses y 7 días   |
| VIII (1974-1978)  | Albrecht I     | 5.°  |                         | Ernst Albrecht                                           | 15 de enero de 1976     | 19 de enero de 1977     | 14 años, 6 meses y 6 días  |
| VIII (1974-1978)  | Albrecht II    | 5.°  | 19 de enero de 1977     | Ernst Albrecht                                           | 28 de junio de 1978     |                         | 14 años, 6 meses y 6 días  |
| IX (1978-1982)    | Albrecht III   | 5.°  | 28 de junio de 1978     | Ernst Albrecht                                           | 22 de junio de 1982     |                         | 14 años, 6 meses y 6 días  |
| X (1982-1986)     | Albrecht IV    | 5.°  | 22 de junio de 1982     | Ernst Albrecht                                           | 9 de julio de 1986      |                         | 14 años, 6 meses y 6 días  |
| XI (1986-1990)    | Albrecht V     | 5.°  | 9 de julio de 1986      | Ernst Albrecht                                           | 21 de julio de 1990     |                         | 14 años, 6 meses y 6 días  |
| XI (1986-1990)    | Schröder I     | 6.°  |                         | Gerhard Schröder                                         | 21 de julio de 1990     | 20 de junio de 1994     | 8 años, 4 meses y 6 días   |
| XII (1990-1994)   | Schröder II    | 6.°  | 20 de junio de 1994     | Gerhard Schröder                                         | 30 de marzo de 1994     |                         | 8 años, 4 meses y 6 días   |
| XIII (1994-1998)  | Schröder III   | 6.°  | 30 de marzo de 1994     | Gerhard Schröder                                         | 27 de octubre de 1998   |                         | 8 años, 4 meses y 6 días   |
| XIV (1998-2003)   | Glogowski      | 7.°  |                         | Gerhard Glogowski                                        | 27 de octubre de 1998   | 14 de diciembre de 1999 | 1 año y 17 días            |
| XIV (1998-2003)   | Gabriel        | 8.°  |                         | Sigmar Gabriel                                           | 14 de diciembre de 1999 | 4 de marzo de 2003      | 3 años, 2 meses y 21 días  |
| XV (2003-2008)    | Wulff I        | 9.°  |                         | Christian Wulff                                          | 4 de marzo de 2003      | 26 de febrero de 2008   | 7 años, 3 meses y 26 días  |
| XVI (2008-2013)   | Wulff II       | 9.°  | 26 de febrero de 2008   | Christian Wulff                                          | 30 de junio de 2010     |                         | 7 años, 3 meses y 26 días  |
| XVI (2008-2013)   |                | -    |                         | Jörg Bode (interino)                                     | 30 de junio de 2010     | 1 de julio de 2010      | 1 día                      |
| XVI (2008-2013)   | McAllister     | 10.° |                         | David McAllister                                         | 1 de julio de 2010      | 19 de febrero de 2013   | 2 años, 7 meses y 18 días  |
| XVII (2013-2017)  | Weil I         | 11.° |                         | Stephan Weil                                             | 19 de febrero de 2013   | 22 de noviembre de 2017 | 12 años, 3 meses y 1 día   |
| XVIII (2017-2022) | Weil II        | 11.° | 22 de noviembre de 2017 | Stephan Weil                                             | 8 de noviembre de 2022  |                         | 12 años, 3 meses y 1 día   |
| XIX (2022-)       | Weil III       | 11.° | 8 de noviembre de 2022  | Stephan Weil                                             | 20 de mayo de 2025      |                         | 12 años, 3 meses y 1 día   |
| XIX (2022-)       | Lies           | 12.° |                         | Olaf Lies                                                | 20 de mayo de 2025      | En el cargo             | 2 meses y 17 días          |

## Ministerios
|                                                       |                       |                                                 |                                     |
| Partido político                                      |                       | Partido Socialdemócrata de Alemania             | Partido Socialdemócrata de Alemania |
| Partido político                                      | Alianza 90/Los Verdes |                                                 |                                     |
| Ministro-Presidente                                   |                       |                                                 |                                     |
| Ministro-Presidente                                   |                       | Olaf Lies Desde el 20 de mayo de 2025           |                                     |
| Viceministra-Presidenta                               |                       |                                                 |                                     |
| Viceministra-Presidenta                               |                       | Julia Hamburg Desde el 20 de mayo de 2025       |                                     |
| Ministros                                             |                       |                                                 |                                     |
| Interior, Deportes y Digitalización                   |                       | Daniela Behrens Desde el 20 de mayo de 2025     |                                     |
| Economía, Infraestructuras y Transporte               |                       | Grant Hendrik Tonne Desde el 20 de mayo de 2025 |                                     |
| Medio Ambiente, Energía y Protección del Clima        |                       | Christian Meyer Desde el 20 de mayo de 2025     |                                     |
| Finanzas                                              |                       | Gerald Heere Desde el 20 de mayo de 2025        |                                     |
| Justicia                                              |                       | Kathrin Wahlmann Desde el 20 de mayo de 2025    |                                     |
| Alimentación, Agricultura y Protección del Consumidor |                       | Miriam Staudte Desde el 20 de mayo de 2025      |                                     |
| Ciencia y Cultura                                     |                       | Falko Mohrs Desde el 20 de mayo de 2025         |                                     |
| Educación                                             |                       | Julia Hamburg Desde el 20 de mayo de 2025       |                                     |
| Asuntos Sociales, Trabajo, Salud e Igualdad           |                       | Andreas Philippi Desde el 20 de mayo de 2025    |                                     |
| Asuntos Federales y Europeos y Desarrollo Regional    |                       | Wiebke Osigus Desde el 20 de mayo de 2025       |                                     |